# Jonas och Musses religion
Jonas och Musses religion var en svensk dokumentär-TV-serie producerad av STO-CPH som visades på Sveriges Television under hösten 2007. Programledare var Jonas Leksell och Musse Hasselvall.
I serien fick tittarna följa programledarna när de under 60 dagar hade i uppdrag att starta en ny religion. Till sin hjälp hade de bland annat Madeleine Sultán Sjöqvist som är religionssociolog vid Uppsala universitet. Programledarna besökte och intervjuade en del företrädare för befintliga religioner för att få inspiration, till exempel svenska sikher och scientologer i New York.
Signaturmelodin är The Seeker med The Who.